# Nikola Jakimovski
Nikola Jakimovski est un footballeur macédonien né le 26 février 1990 à Kriva Palanka. Il évolue au poste de milieu offensif.

## Biographie
Nikola Jakimovski joue en Macédoine, en Hongrie, en Serbie, au Japon et en Italie.
Il joue deux matchs en Ligue Europa avec l'équipe serbe du FK Jagodina.